# Fußball-Asienmeisterschaft 2011/Qualifikation
Dieser Artikel behandelt die Qualifikation zur Fußball-Asienmeisterschaft 2011 in Katar.

## Modus
Für die Fußball-Asienmeisterschaft 2011 in Katar hat die Asian Football Confederation (AFC)
einen neuen Qualifikationsmodus eingeführt. Für die Fußball-Asienmeisterschaft 2011 sind der Gastgeber Katar und die drei bestplatzierten der Fußball-Asienmeisterschaft 2007, Irak, Saudi-Arabien und Südkorea direkt qualifiziert.
Außerdem qualifizierten sich Indien und Nordkorea als Sieger des AFC Challenge Cup 2008 bzw. 2010 für die Asienmeisterschaft.
Die restlichen zehn Teilnehmer werden durch die normale Qualifikation ermittelt, in der die Nationalmannschaften auf den Plätzen 4–22, der Rangliste der AFC, sowie der Sieger aus der Partie der Plätze 23 und 24, in 5 Gruppen zu je 4 Mannschaften gelost wurden. Die beiden besten jeder Gruppe qualifizieren sich für die Fußball-Asienmeisterschaft 2011 in Katar.

## Rangliste
Am 6. Dezember 2007 gab die Asian Football Confederation (AFC) folgende Rangliste für die Qualifikation zur Fußball-Asienmeisterschaft 2011 bekannt:
1. Irak*
2. Saudi-Arabien*
3. Südkorea*
4. Japan
5. Australien
6. Iran
7. Usbekistan
8. Vietnam
9. China
10. Thailand
11. Indonesien
12. Vereinigte Arabische Emirate
13. Bahrain
14. Oman
15. Malaysia
16. Jordanien
17. Syrien
18. Hongkong
19. Jemen
20. Kuwait
21. Singapur
22. Indien
23. Libanon
24. Malediven

* direkt qualifiziert

## Vorqualifikation
Der Libanon und die Malediven spielten als 23. bzw. 24. der Rangliste die Vorqualifikation, die der Libanon nach zwei Siegen mit insgesamt 6:1 Toren gewann.
| Datum          |           | Ergebnis  |           |
| -------------- | --------- | --------- | --------- |
| 9. April 2008  | Libanon   | 4:0 (4:0) | Malediven |
| 23. April 2008 | Malediven | 1:2 (1:1) | Libanon   |
| Gesamt:        | Libanon   | 4:0 (4:0) | Malediven |

## Hauptqualifikation
Für die Hauptqualifikation wurden die Mannschaften der Plätze 4 – 22 sowie der Sieger der Vorqualifikation in 5 Gruppen zu je 4 Mannschaften gelost. Die Hauptqualifikation wurde zwischen Januar 2009 und März 2010 ausgespielt.
Die Auslosung der Hauptqualifikation fand am 3. Juli 2008 statt, dabei wurde aus folgenden Lostöpfen gezogen:
- Lostopf 1: Japan, Australien, Iran, Usbekistan und Vietnam
- Lostopf 2: China, Thailand, Indonesien, Vereinigte Arabische Emirate und Bahrain
- Lostopf 3: Oman, Malaysia, Jordanien, Syrien und Hongkong
- Lostopf 4: Jemen, Kuwait, Singapur, Indien und Libanon

## Gruppen
Die Platzierung der Mannschaften in den Qualifikationsgruppen ergibt sich dabei in folgender Reihenfolge:
1. Anzahl Punkte (Sieg: 3 Punkte; Unentschieden: 1 Punkt; Niederlage: 0 Punkte)
2. bei Punktgleichheit Punkte aus den direkten Vergleichen der punktgleichen Mannschaften
3. T|ET=ordifferenz aus den direkten Vergleichen der punktgleichen Mannschaften
4. bei gleicher Tordifferenz die Anzahl der erzielten Tore in den direkten Vergleichen (Auswärtstorregel gilt hier nicht)
5. bei gleicher Anzahl der Tore das bessere Torverhältnis in allen sechs Gruppenspielen
6. Elfmeterschießen (nur möglich, wenn die beiden betroffenen Mannschaften im letzten Spiel aufeinandertreffen)
7. das Los.

### Gruppe A
Tabelle
| Pl. | Land     | Sp. | S | U | N | Tore    | Diff. | Punkte |
| --- | -------- | --- | - | - | - | ------- | ----- | ------ |
| 1.  | Japan    | 6   | 5 | 0 | 1 | 017:400 | +13   | 15     |
| 2.  | Bahrain  | 6   | 4 | 0 | 2 | 012:600 | +6    | 12     |
| 3.  | Jemen    | 6   | 2 | 1 | 3 | 007:900 | −2    | 07     |
| 4.  | Hongkong | 6   | 0 | 1 | 5 | 001:180 | −17   | 01     |

Spielergebnisse
| 20.01.2009 | Kumamoto  | Japan     | – | Jemen    | 2:1 (1:0) |
| 21.01.2009 | Hongkong  | Hongkong  | – | Bahrain  | 1:3 (0:2) |
| 28.01.2009 | Sanaa     | Jemen     | – | Hongkong | 1:0 (0:0) |
| 22.03.2009 | ar-Rifa   | Bahrain   | – | Japan    | 1:0 (1:0) |
| 08.10.2009 | Shizuoka  | Japan     | – | Hongkong | 6:0 (2:0) |
| 18.11.2009 | Hong Kong | Hong Kong | – | Japan    | 0:4 (0:1) |

### Gruppe B
Tabelle
| Pl. | Land       | Sp. | S | U | N | Tore    | Diff. | Punkte |
| --- | ---------- | --- | - | - | - | ------- | ----- | ------ |
| 1.  | Australien | 6   | 3 | 2 | 1 | 006:400 | +2    | 11     |
| 2.  | Kuwait     | 6   | 2 | 3 | 1 | 006:500 | +1    | 09     |
| 3.  | Oman       | 6   | 2 | 2 | 2 | 004:400 | ±0    | 08     |
| 4.  | Indonesien | 6   | 0 | 3 | 3 | 003:600 | −3    | 03     |

Spielergebnisse
| 19.01.2009 | Maskat    | Oman       | – | Indonesien | 0:0       |
| 28.01.2009 | Jakarta   | Indonesien | – | Australien | 0:0       |
| 28.01.2009 | Kuwait    | Kuwait     | – | Oman       | 0:1 (0:0) |
| 05.03.2009 | Canberra  | Australien | – | Kuwait     | 0:1 (0:1) |
| 14.10.2009 | Melbourne | Australien | – | Oman       | 1:0 (0:0) |
| 14.11.2009 | Maskat    | Oman       | – | Australien | 1:2 (1:1) |

### Gruppe C
Tabelle
| Pl. | Land       | Sp. | S | U | N | Tore    | Diff. | Punkte |
| --- | ---------- | --- | - | - | - | ------- | ----- | ------ |
| 1.  | VAE        | 4   | 3 | 0 | 1 | 007:100 | +6    | 09     |
| 2.  | Usbekistan | 4   | 3 | 0 | 1 | 007:300 | +4    | 09     |
| 3.  | Malaysia   | 4   | 0 | 0 | 4 | 002:120 | −10   | 0      |

Spielergebnisse
| 21.01.2009 | Kuala Lumpur | Malaysia   | – | VAE        | 0:5 (0:2) |
| 28.01.2009 | Schardscha   | VAE        | – | Usbekistan | 0:1 (0:1) |
| 14.11.2009 | Taschkent    | Usbekistan | – | Malaysia   | 3:1 (0:0) |

Anmerkung: Ursprünglich sollte auch Indien in dieser Gruppe spielen, nachdem sich die Mannschaft durch den Gewinn des AFC Challenge Cups bereits qualifiziert hatte, musste sie keine Qualifikationsspiele mehr bestreiten.

### Gruppe D
Tabelle
| Pl. | Land    | Sp. | S | U | N | Tore    | Diff. | Punkte |
| --- | ------- | --- | - | - | - | ------- | ----- | ------ |
| 1.  | Syrien  | 6   | 4 | 2 | 0 | 010:200 | +8    | 14     |
| 2.  | China   | 6   | 4 | 1 | 1 | 013:500 | +8    | 13     |
| 3.  | Vietnam | 6   | 1 | 2 | 3 | 006:110 | −5    | 05     |
| 4.  | Libanon | 6   | 0 | 1 | 5 | 002:130 | −11   | 01     |

Spielergebnisse
| 14.01.2009 | Hanoi    | Vietnam | – | Libanon | 3:1 (2:0) |
| 14.01.2009 | Aleppo   | Syrien  | – | China   | 3:2 (3:0) |
| 21.01.2009 | Hangzhou | China   | – | Vietnam | 6:1 (4:1) |
| 28.01.2009 | Sidon    | Libanon | – | Syrien  | 0:2 (0:1) |
| 14.11.2009 | Hanoi    | Vietnam | – | Syrien  | 0:1 (0:0) |
| 14.11.2009 | Beirut   | Libanon | – | China   | 0:2 (0:1) |

### Gruppe E
Tabelle
| Pl. | Land      | Sp. | S | U | N | Tore    | Diff. | Punkte |
| --- | --------- | --- | - | - | - | ------- | ----- | ------ |
| 1.  | Iran      | 6   | 4 | 1 | 1 | 011:200 | +9    | 13     |
| 2.  | Jordanien | 6   | 2 | 2 | 2 | 004:400 | ±0    | 08     |
| 3.  | Thailand  | 6   | 1 | 3 | 2 | 003:300 | ±0    | 06     |
| 4.  | Singapur  | 6   | 2 | 0 | 4 | 006:150 | −9    | 06     |

Spielergebnisse
| 14.01.2009 | Teheran  | Iran      | – | Singapur  | 6:0 (1:0) |
| 14.01.2009 | Amman    | Jordanien | – | Thailand  | 0:0       |
| 28.01.2009 | Singapur | Singapur  | – | Jordanien | 2:1 (1:1) |
| 28.01.2009 | Bangkok  | Thailand  | – | Iran      | 0:0       |
| 14.11.2009 | Singapur | Singapur  | – | Thailand  | 1:3 (0:1) |
| 14.11.2009 | Teheran  | Iran      | – | Jordanien | 1:0 (0:0) |

## Torschützen
| Rang | Spieler           | Tore |
| ---- | ----------------- | ---- |
| 1    | Shinji Okazaki    | 6    |
| 2    | Ismail Abdullatif | 5    |
| 3    | Gao Lin           | 3    |
| 3    | Sōta Hirayama     | 3    |
| 3    | Noh Alam Shah     | 3    |